# ATP Challenger Royan
Das ATP Challenger Royan (offiziell: Royan Atlantique Open) ist ein Tennisturnier, das seit 2025 in Royan, Frankreich, stattfindet. Bereits zwischen 1979 und 1981 fand an gleicher Stelle ein Turnier statt. Es gehört zur ATP Challenger Tour und wird im Freien auf Sand gespielt.

## Liste der Sieger

### Einzel
| Jahr                         | Sieger            | Finalgegner      | Ergebnis           |
| ---------------------------- | ----------------- | ---------------- | ------------------ |
| 2025                         | Titouan Droguet   | Dimitar Kusmanow | 4:6, 6:1, 6:4      |
| 1982–2024: nicht ausgetragen |                   |                  |                    |
| 1981                         | Jaroslav Navrátil | Jan Gunnarsson   | 6:1, 6:4, 6:3      |
| 1980                         | Christophe Casa   | Dominique Bedel  | 6:7, 6:4, 6:1, 6:0 |
| 1979                         | Bernard Fritz     | Birger Andersson | 6:4, 6:4, 7:5      |

### Doppel
| Jahr                         | Sieger                      | Finalgegner                     | Ergebnis           |
| ---------------------------- | --------------------------- | ------------------------------- | ------------------ |
| 2025                         | Matej Dodig Nino Serdarušić | Adil Kalyanpur Parikshit Somani | 7:5, 6:74, [12:10] |
| 1982–2024: nicht ausgetragen |                             |                                 |                    |
| 1981                         | Cliff Letcher Warren Maher  | Anders Järryd Stefan Simonsson  | 7:5, 7:5           |
| 1980                         | Dave Siegler Robbie Venter  | Jan Gunnarsson Stefan Svensson  | 6:4, 6:4           |
| 1979                         | Bob Carmichael Victor Eke   | Ulf Eriksson Per Hjertquist     | 7:5, 6:2           |